# Fort De Gagel

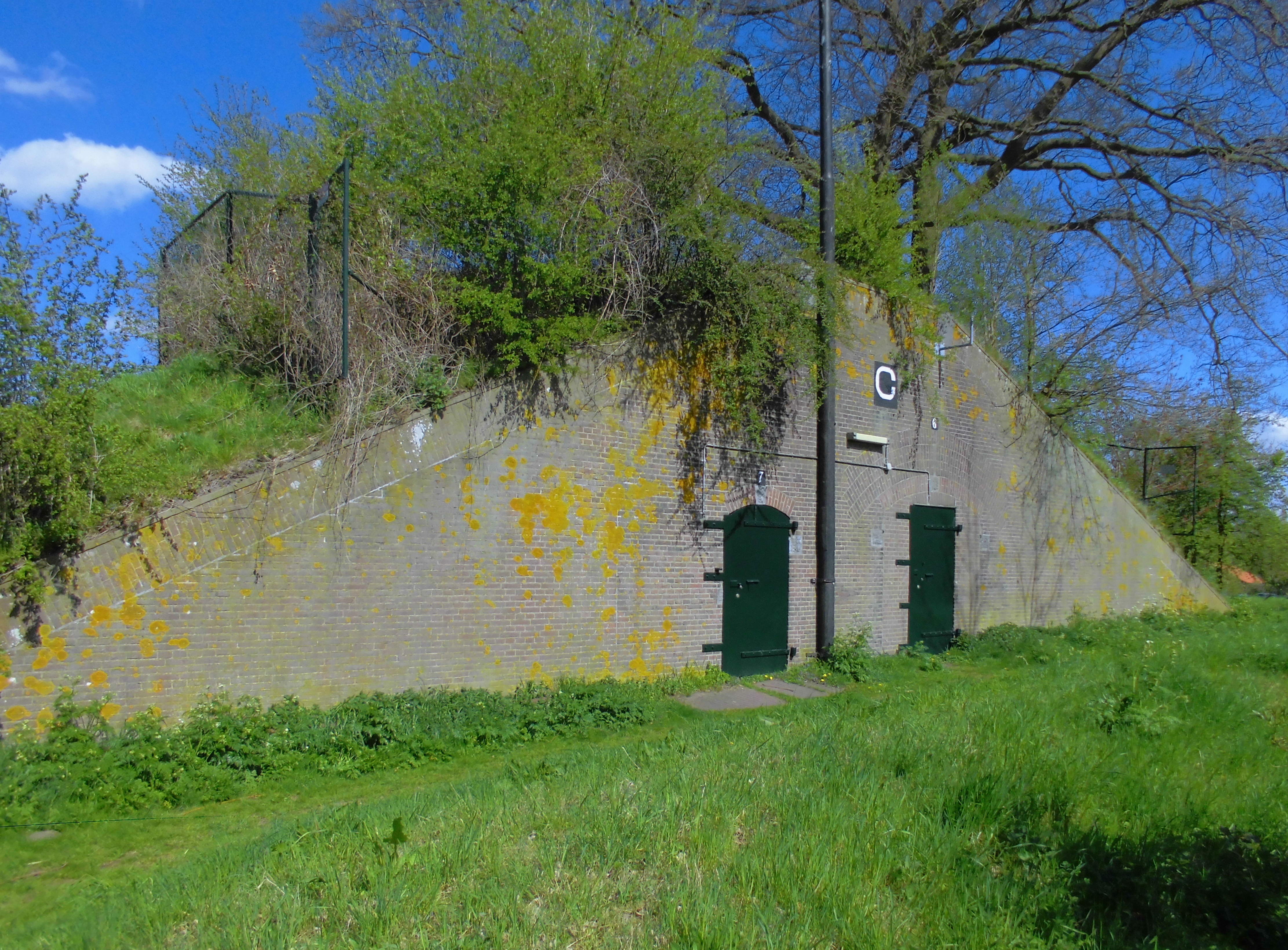
Remise

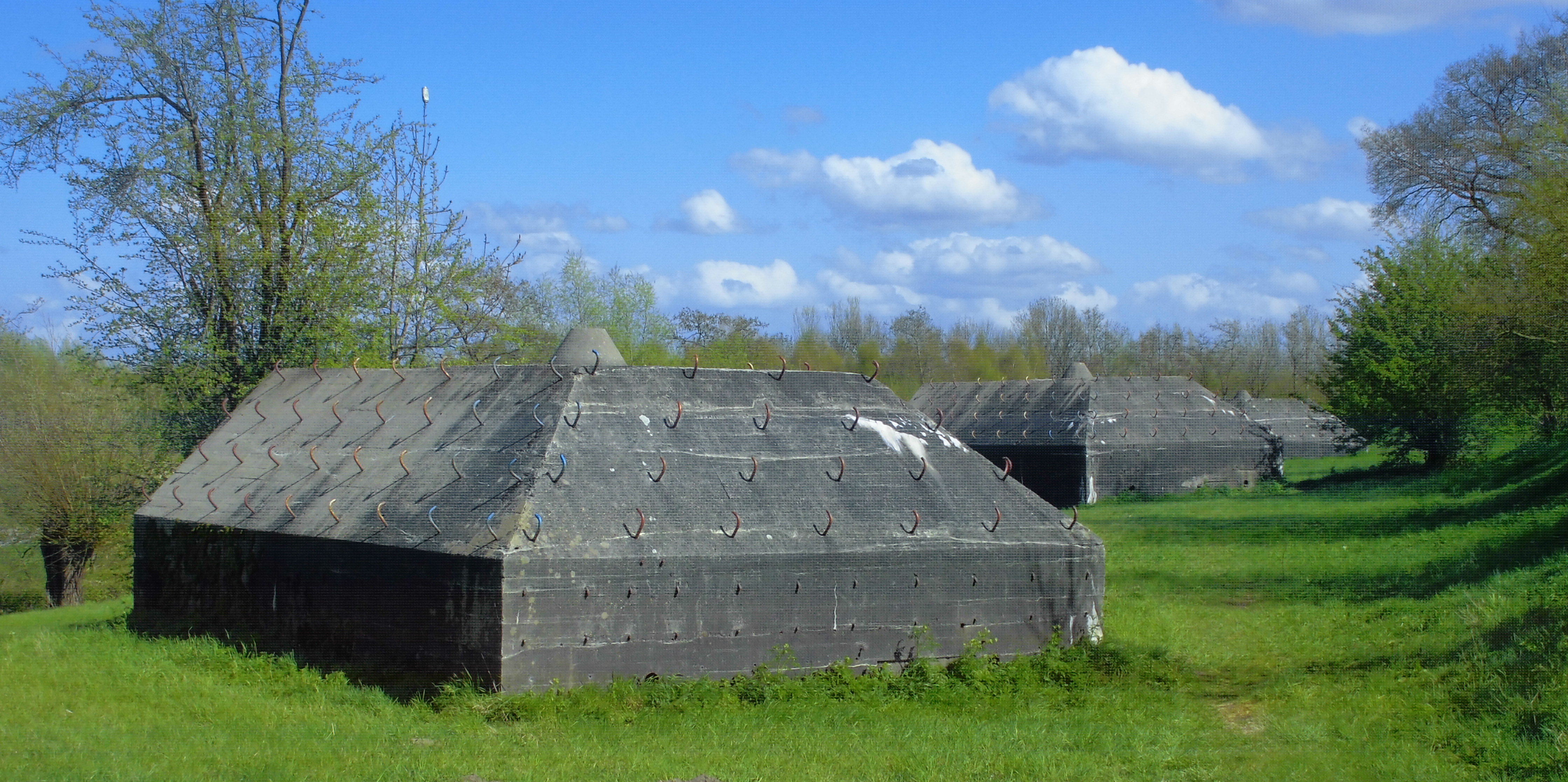
De drie groepsschuilplaatsen in het fort

Fort De Gagel is een fort in Utrecht. Het fort werd tussen 1819 en 1821 aangelegd als onderdeel van de Nieuwe Hollandse Waterlinie. Het fort bestaat uit verschillende rijksmonumenten.

## Functie en ligging
De functies van het fort bestonden in hoofdzaak uit het afsluiten en verdedigen van de Gageldijk, de Kerkeindsche Dijk en het flankeren van de Klopdijk. Het werk ligt op ongeveer 1,5 kilometer ten noordoosten van het Fort aan de Klop en verdedigde verder onder meer het inundatiekanaal met sluiswerken van de Klopvaart. Ten oosten van het fort ligt Fort Ruigenhoek dat in de derde bouwfase van de Nieuwe Hollandse Waterlinie is gerealiseerd

## Geschiedenis
Het Fort De Gagel werd als aarden werk aangelegd in de jaren 1819-1821. Er was geen bebouwing en op de wallen waren opstelplaatsen voor het geschut. Het geheel was omgeven door een gracht.
Tussen 1850 en 1852 werd een vierkant, bomvrij wachthuis gebouwd. Het wachthuis is 16 meter lang en breed en werd destijds ook omringd door een gracht. De gemetselde muren zijn 1,5 meter dik en zijn afgerond op de hoeken. De keelzijde van het fort is naar het zuidwesten gericht en de frontzijde naar het noordoosten. Op het wachthuis was plaats voor twee vuurmonden, terwijl rondom schietgaten voor kanon- en geweervuur in de muren zitten.
Het fort is rond 1880 nogmaals verbeterd. Het wachthuis werd verbouwd en de borstwering van het dak verwijderd. Verder is de gracht om het wachthuis gedeeltelijk gedempt en zijn een bomvrije kazerne van twee verdiepingen en een remise aan het fort toegevoegd. Vlak voor het uitbreken van de Tweede Wereldoorlog zijn in 1939/1940 ten noorden van de kazerne, naast elkaar drie Groepsschuilplaatsen Type P gebouwd.
Het fort is drie keer in staat van verdediging gebracht. De eerste keer bij de Frans-Duitse Oorlog in 1870. De tweede keer bij de mobilisatie in 1914 en voor de derde en laatste keer in 1939/1940. Op de open binnenruimte en in de wallen werden loopgraven aangelegd met de drie groepsschuilplaatsen van gewapend beton.
Bij de aanleg van de wijk Overvecht is Fort de Gagel in 1971 door de gemeente Utrecht overgenomen van het Rijk. Op 2 september 2022 kreeg het een publieksfunctie als restaurant, vergader- en evenementenlocatie.

## Beschermd als rijksmonument
Het fort kent een beschermde status als rijksmonument. Om precies te zijn, zijn er 10 onderdelen op het fort zelf die een inschrijving in het rijksmonumentenregister hebben. Deze, en nog eens 3 onderdelen van de Nieuwe Hollandse Waterlinie in de directe omgeving van het fort die eveneens rijksmonument zijn, zijn te vinden in de Lijst van rijksmonumenten op Fort de Gagel.

## Externe links

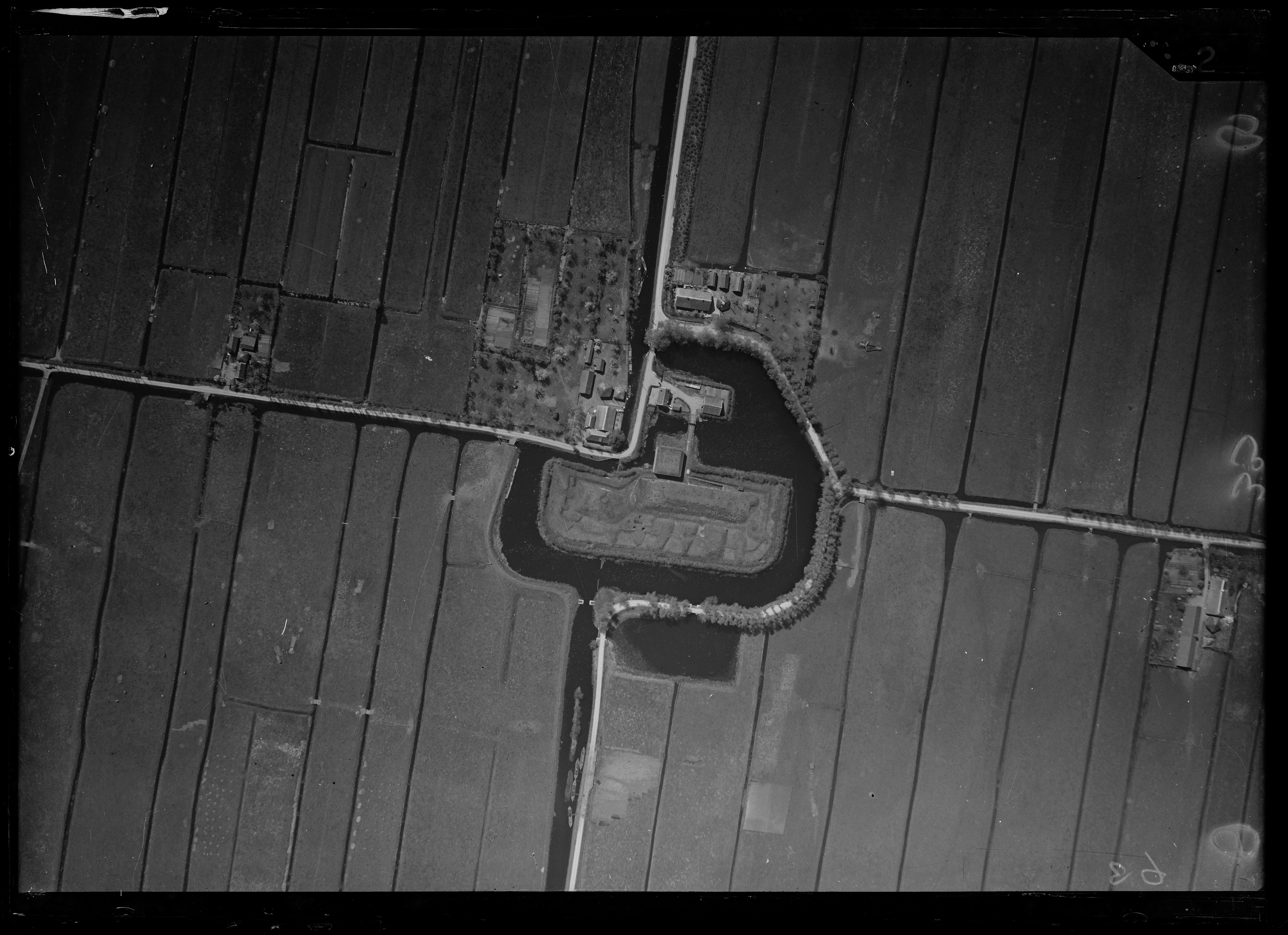
Luchtfoto van Fort de Gagel door de Luchtvaartafdeeling, 1920-1940.